# Zwartkopvuurkever
De zwartkopvuurkever (Pyrochroa coccinea) is een insect uit de familie van de vuurkevers (Pyrochroidae). Een andere veel gebruikte benaming is zaagsprietkever of soms vuurkever, maar deze laatste naam staat voor de hele familie.

## Beschrijving
De kleuren van deze kever zijn onmiskenbaar; een knalrood borststuk en achterlijf, de rest van het lichaam is gitzwart. Kenmerkend zijn ook de twee tasters die bij het vrouwtje sterk getand zijn en enigszins doen denken aan de tanden van een zaag en bij het mannetje gekamd zijn. De lengte is ongeveer 15 tot 20 millimeter. Verschillen met de gewone smalboktor (Stictoleptura rubra) zijn dat deze laatste soort minder rood is, oranje uiteinden van de poten heeft, en naar achteren versmallende dekschilden. Ook het leliehaantje (Lilioceris lilii) doet aan deze soort denken, maar blijft veel kleiner en heeft een iets ronder lichaam en een heldere glans. Een andere soort vuurkever die er sterk op lijkt is de roodkopvuurkever (Pyrochroa serraticornis), met als duidelijk verschil de rode kop in plaats van een zwarte zoals bij de hier beschreven soort.

## Levenswijze
De zwartkopvuurkever leeft in liefst bossige omgevingen. Dat is geen toeval want de larven leven twee tot drie jaar in rottend hout van diverse boomsoorten. In tegenstelling tot veel andere in dode en vermolmde bomen levende larven lusten ze echter geen hout, maar juist de hout-etende larven van andere insecten zoals boktorren en andere dieren als wormen. Het zijn dus echte jagers en hebben stevige kaken en zes kleine pootjes. De volwassen kevers eten voornamelijk stuifmeel en andere plantendelen. In Nederland is deze soort zeldzamer aan het worden doordat veel omgevallen bomen worden opgeruimd, en daarmee de prooien die er van eten. In lichtbegroeide of kruid-achtige begroeiingen en in tuinen worden ze niet vaak aangetroffen. De volwassen kever leeft van mei tot begin juni en de larve overwintert.

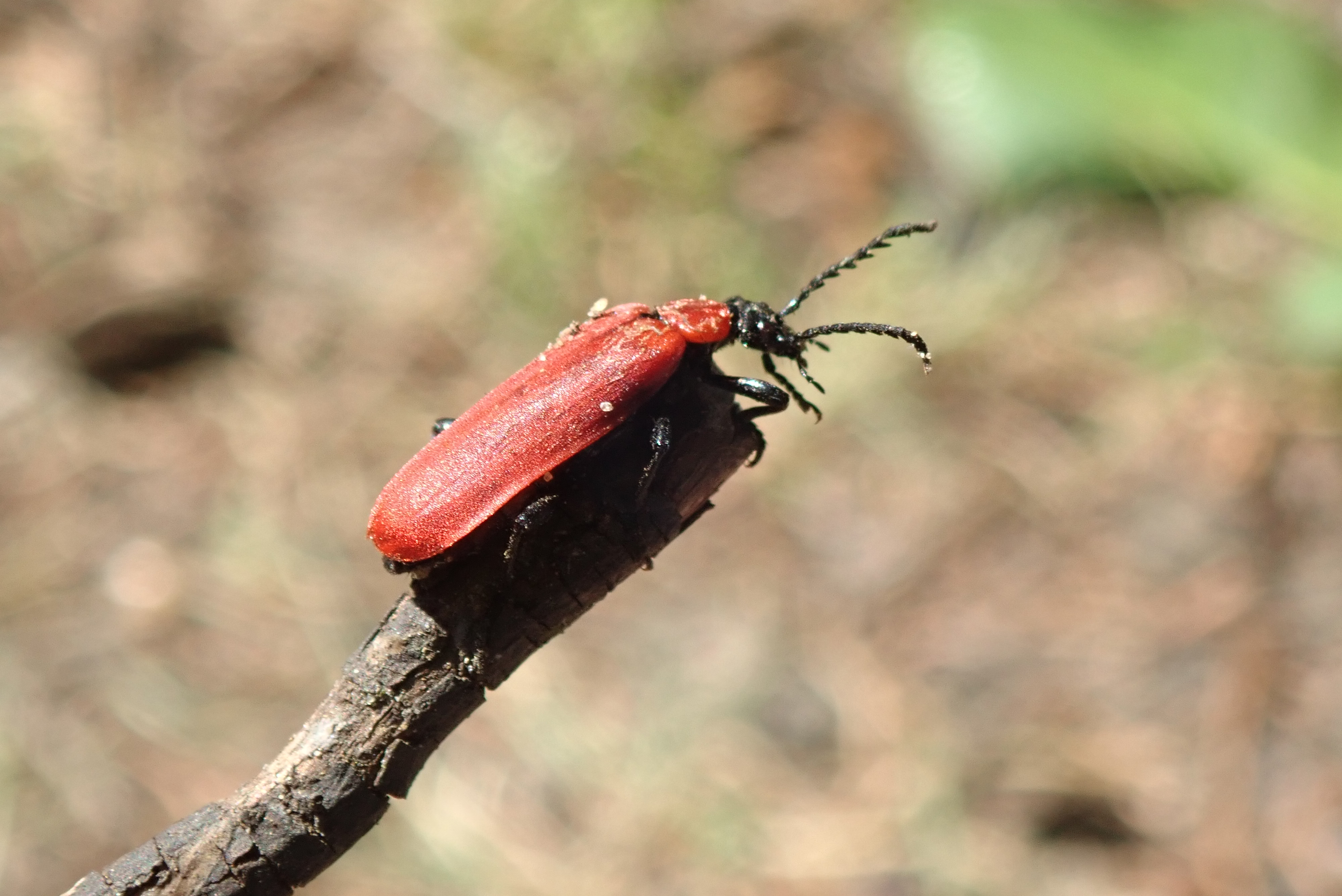
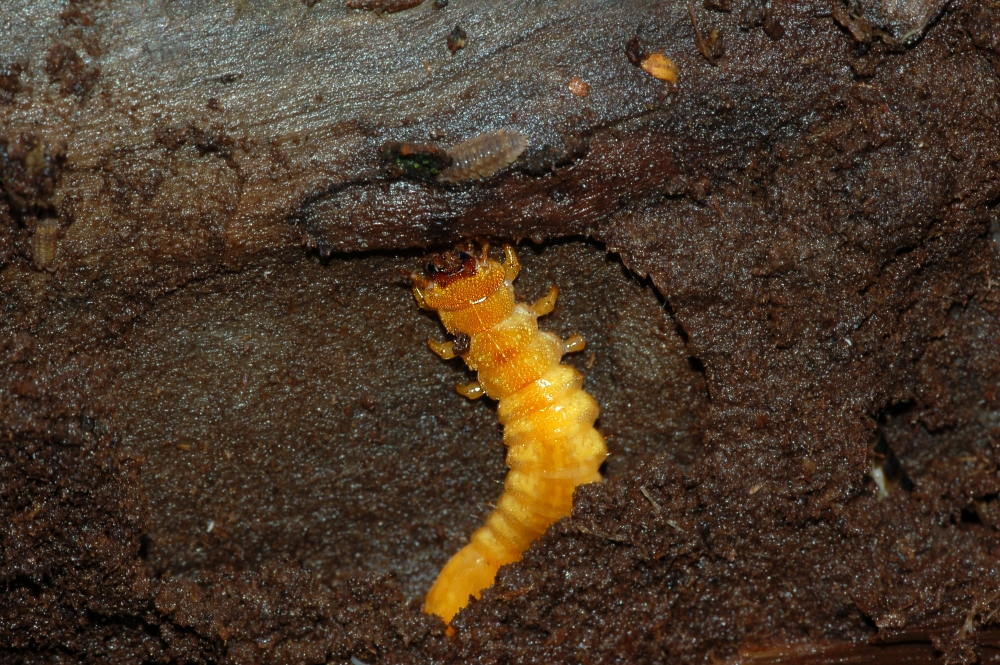
Larve
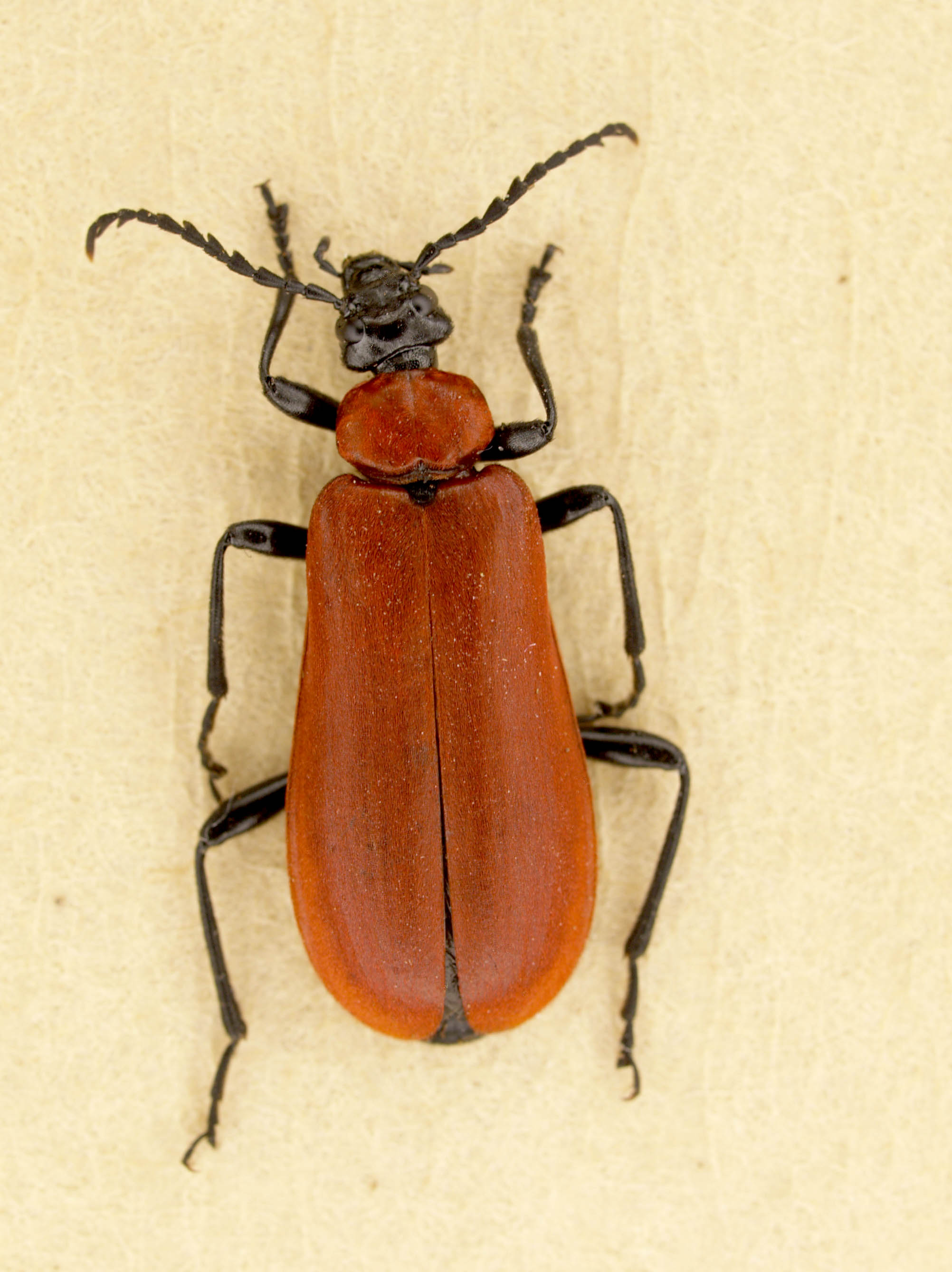
imago